# Station Pasuruan
Pasuruan is een spoorwegstation in de Indonesische provincie Oost-Java.

## Bestemmingen
- Senja Timur: naar Station Madiun en Station Banyuwangi Baru
- Brawijaya: naar Station Madiun en Station Banyuwangi Baru
- Tawang Alun: naar Station Banyuwangi Baru en Station Malang
- Sri Tanjung: naar Station Banyuwangi Baru en Station Lempuyangan
- Logawa: naar Station Jember en Station Purwokerto